# سفين يندكفيست
سفين يندكفيست (بالسويدية: Sven Lindqvist)‏ (26 مارس 1903 ستوكهولم السويد - 25 يناير 1987 ستوكهولم السويد) هو لاعب كرة قدم سويدي سابق كان يلعب كلاعب وسط، شارك في الألعاب الأولمبية الصيفية 1924.

## روابط خارجية
- سفين يندكفيست على موقع الاتحاد الدولي (مؤرشف)  (الإنجليزية)
- سفين يندكفيست على موقع اتحاد السويد (السويدية)
- سفين يندكفيست على موقع قاعدة بيانات كرة القدم.إي يو (الإنجليزية)
- سفين يندكفيست على موقع ناشيونال فوتبول تيمز (الإنجليزية)
- سفين يندكفيست على موقع عالم كرة القدم.نت (الإنجليزية)
- سفين يندكفيست على موقع أوليمبيديا (الإنجليزية)
- سفين يندكفيست على موقع اللجنة الأولمبية السويدية (السويدية)